# Jonathan Postel
Jonathan Bruce Postel, född 6 augusti 1943, död 16 oktober 1998, var en amerikansk datavetare och internetpionjär. Postel bidrog stort till utvecklingen av Internet, särskilt vad avser standardiseringsarbetet. Han var bland annat känd som redaktör för dokumentationsserien Request for Comments (RFC) och för sitt arbete inom Internet Assigned Numbers Authority. Internet Societys Postel Award är uppkallad efter honom, likaså Postel Center vid Information Sciences Institute. Hans dödsruna skrevs av Vint Cerf och publicerades som RFC 2468 till minne av Postel och hans arbete.